# Логи (Ростовская область)
Ло́ги — хутор в Тарасовском районе Ростовской области.
Входит в состав Зеленовского сельского поселения.

## Население
| 2010 | 2011 |
| ---- | ---- |
| 5    | ↗7   |

## Улицы
На хуторе имеется одна улица — Сосновая.